# スキャンレーション
スキャンレーション（英: Scanlation）とは、ファンによる漫画の翻訳で、ページのスキャン、翻訳、画像編集というプロセスで制作される。アマチュアによるグループ作業であり、ほとんどの場合、著作権者の明示的な許可なく行われる。「スキャンレーション」という言葉はスキャンと翻訳（トランスレーション）を組み合わせたかばん語である。翻訳先の言語は英語をはじめ独・仏・スペイン語・韓国語・中国語・タイ語・ポルトガル語など多岐にわたる。翻訳元は主に日本の漫画だが、韓国の漫画（マンファ）や中国の漫画（マンホア）なども存在する。
スキャンレーションを行うことは英語で スキャンレート (Scanlate)、実行者はスキャンレーター (Scanlator) と呼ばれる。関連してアニメーションを翻訳して公開することはファンサブ（字幕）/ファンダブ（吹き替え）と呼ばれる。
スキャンレーションは多くの場合、原本を調達する者 (Raw provider)、翻訳者 (Translator)、スキャン担当者 (Scanner)、写植担当者 (Typesetter)、画像処理ソフトを使用して体裁を整える編集者 (Editor)など、主に漫画ファンの閲覧する電子掲示板等で集められた専門技能を持つ者が数人単位のグループを組んで作業にあたる。翻訳者には日本語を学習した英語話者のほか、英語に堪能な日本人も参加していることがあるが、無償で活動する素人集団であるため作業の質は玉石混交で明らかな誤訳もある。完成した作品はスキャンレーター自身のウェブサイトや、スキャンレーション情報を扱うサイトを通じ、ダウンロードやストリーミング、BitTorrentなどのP2Pソフトを介して一般に配布される。

## 歴史
フレデリック・L・ショットは、「1970年か1971年ぐらいから漫画の翻訳を夢見ていた」と述べている。その後、ショット、ジャレッド・クック、シンジ・サカモト、ミドリ・ウエダの4人で「駄々会」というグループを結成した。ショットは、駄々会を「まさに漫画翻訳の草分け」と呼んでいるが、1作も出版が実現しなかったため、これらの努力は「時期尚早」だったと述べている。駄々会がライセンスを取得した漫画の1つは手塚治虫の「火の鳥」で、このときの翻訳は後に2002年から2008年にかけてビズメディアから出版された。アマチュア・プレス・アソシエーション（APA）が、組織的な形態を備えた漫画スキャンレーションの初めであった。 APAは主に1970年代後半から1990年代前半にかけて活動した。スキャンレーションのグループは米国よりも先にヨーロッパで形成され始めていた。翻訳先の言語はさまざまだが、フランス語のグループが最大であった。
1990年代後半、インターネットの急速な普及と並行して漫画のセリフの翻訳が行われ始め、翻訳されたセリフを漫画のスキャンに貼りこむグループも現れた。当初、スキャンレーションは、アニメクラブ内で郵便、CD、電子メールを使用して配布されていた。1998年までに、ジオシティーズやエンジェルファイアなど多くの無料ホスティングサービスにスキャンレーションがアップロードされるようになり、やがてスキャンレーション制作者が糾合して「#mangascans」というIRCチャンネルを形成した。2000年には、組織化されたスキャンレーショングループが出現し始めた。当時のスキャンレーショングループの多くは漫画出版社との間で、シリーズが公式にライセンスされたらスキャンレーションの制作を自主規制するという暗黙の合意を形成したとみられる。例えば、スキャンレーションサイトの「Toriyama's World」は、サイト上で最も人気を集めていた3シリーズのライセンスがビズメディアによって取得されると、それらの公開を止めた。ビズメディアは『ショーネン・ジャンプ』（『週刊少年ジャンプ』の北米版）を創刊するにあたって Toriyama's World を含むいくつかのスキャンレーショングループと提携し、宣伝させる代わりに自社のアフィリエイトプログラムを通じて収益の一部を分配した。

## 制作過程
スキャンレーションは通常、インターネットを介して協力するファンのグループによって行われる。多くのスキャンレーション制作者は他のグループの人々とも積極的に交流しており、同時に複数のグループに所属することもある。まったくほかと交流しない者もいる。スティーヴンと名乗る匿名の元スキャンレーション制作者は、スキャンレーション制作者は3つに分けられると述べている。活動期間が長く威信のある「古参」のグループ、正当な手段で成長した新興グループ、他からダウンロード数を奪って伸張しようとする泡沫グループである。古参と新参の間には多くの偏見が存在する。スティーヴンによると、古参は新しいグループを「流行や名声を求める売女」と見なして文化的・芸術的に重要な作品に取り組もうとするのに対し、新興グループは古参を時流に取り残された負け犬と見なして人気のあるタイトルに取り組むと述べた。多くのグループは独自のウェブページとIRCチャンネルまたはDiscordサーバーを持っている。これらのプラットフォームは、スキャンレーション制作者が読者とリアルタイムで交流したり新しいスタッフを募集することを可能にするため、コミュニティの重要な部分である。

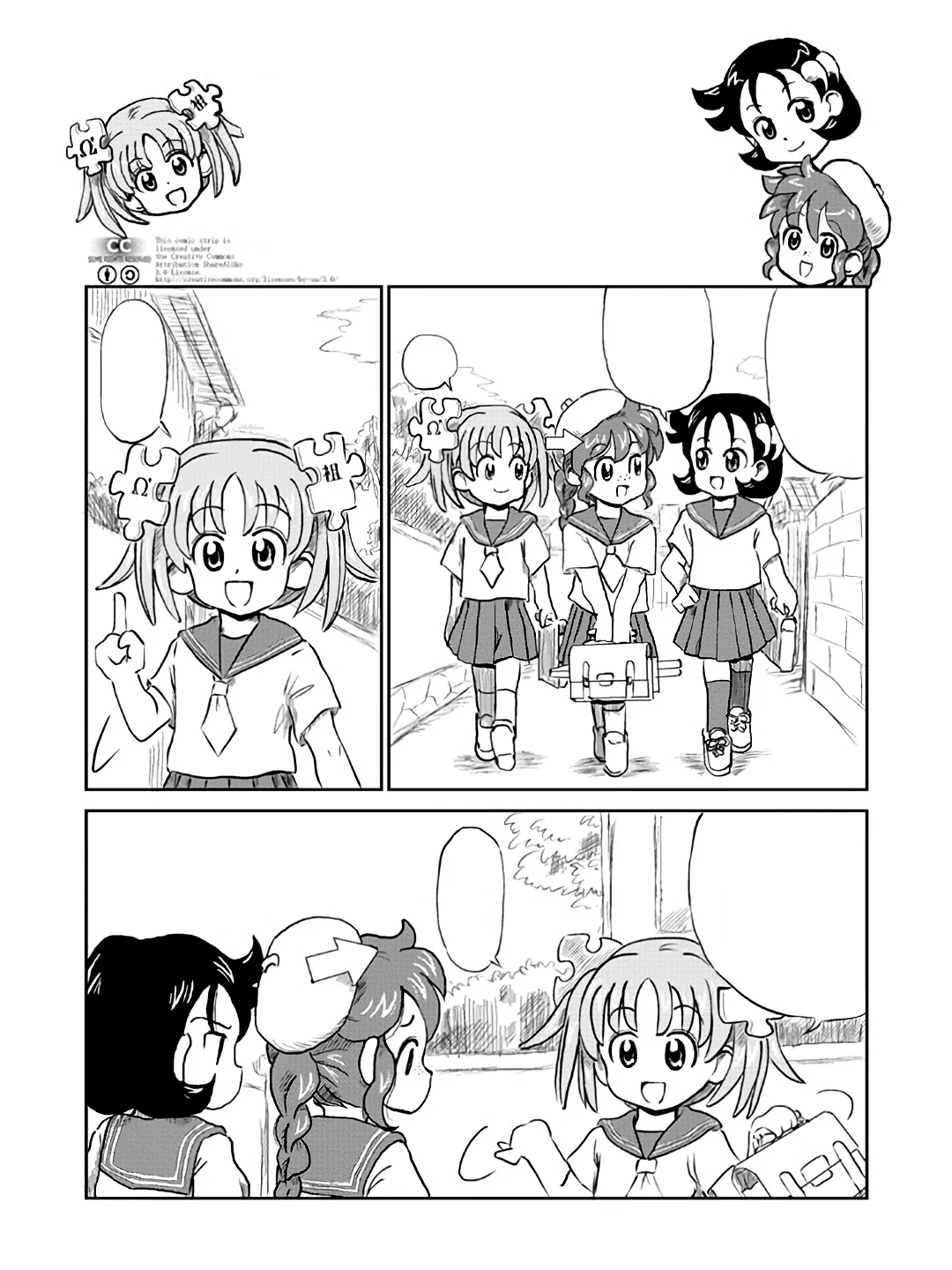
スキャンレーションの過程では、図のようにクリーニング（原語テキストの除去などの処理）が行われる。

先行するアニメファンサブのコミュニティと同様に、スキャンレーション制作者はグループを組織して分業を行う傾向がある。スキャンレーションの最初のステップは、紙媒体の原本（"raw"（→生）と呼ばれる）を入手し、スキャン画像を翻訳者と「クリーナー」に送ることである。翻訳者は原文を目的の言語に翻訳し、テキストを校正者に送って正確性をチェックする。クリーナーは画像から原語のテキストを削除し、スキャンによって生じたノイズを修正し、明るさとコントラストのレベルを調整して公式に出版された書籍のように見えるようにする。クリーニングの過程では絵の上に書かれた文字を削除することがある。空白部分はそのままにされる場合もあれば、絵を描き足すグループもある（通常はクリーナーが行う）。その後、タイプセッター（写植者）が「クリーニング」された画像の吹き出しに翻訳されたテキストを収め、強調などの効果に適したフォントを選択する。翻訳と写植が終わった作品は品質管理者に送られ、校正を行った後にウェブサイトで公開される。
スキャンレーション制作者は、多くの場合、Adobe Photoshop（あまり一般的ではないがCLIP STUDIO PAINTも用いられる）などのデジタル写真およびイラスト編集ソフトウェアを使用して、スキャンレーションのクリーニング、修正、写植を行う。
スキャンレーショングループは、主に自分のサイトやMangaDexのような共有サイトを通じて作品を公開する。公開される作品数が膨大であるのに加え、膨大な数のスキャンレーショングループそれぞれが独自のサイトを持ち、作品の配布方法も多岐にわたる。同じ作品のスキャンレーションが複数のグループから公開されることもある。これらの事情により、公開されたスキャンレーションの情報を集めてリンクする専門のサイト（MangaUpdatesなど）が生まれた。漫画編集者でコラムニストのジェイク・T・フォーブスは、2010年のコミコンのパネルディスカッションで、多くの異なるタイトルを1か所に集めたスキャンレーション集約サイトが最近配布プロセスの一部になったと述べた。

## 動機と倫理
初期の公式翻訳では英語圏の文化に合わせて漫画作品をローカライズするのが一般的だったが、スキャンレーションでは、日本語特有の敬称を省略しなかったり、オノマトペを翻訳せずにローマ字化したり、漫画を左右反転しなかったりと、文化的に異なる部分も修正しなかった。このミニマルなアプローチは「現地化 (localization)」との対比で「文化化」と呼ばれることがある。スキャンレーションでは、効果音を翻訳せずに残すことで、日本的な雰囲気を喚起することもできる。読者は、文脈やレタリングから効果音の意味を推測できることが多い。
ファンは、様々な理由で漫画翻訳業界に非常に不満を持っていることが多い。『ジャパンタイムズ・ウィークリー』のコラムニスト、パトリック・マシアスは、「ページをめくる手が止まらなくなるような物語」に夢中になったファンが、公式翻訳の「苦痛を伴うほど」遅い刊行スピードに我慢できないと述べた。ダグラス、ヒューバー、マノビッチは、特定のシリーズへのファンの熱意と公式翻訳の遅れが相まって、スキャンレーショングループの形成につながったと述べている。スキャンレーション制作者はシリーズや作者を自分の言語で広めるのが目的だと主張するが、ホープ・ドノバンは、実際の目的は「自己宣伝」に近いと示唆し、多くのファンを持つことがスキャンレーション制作者にとって名誉なことだと主張している。
日本国外ではまったくライセンスされていなかったり、限られた国でしかライセンスされていない作品が多いため、スキャンレーショングループはより広い読者層にコンテンツへのアクセスを可能にしている。現在は閉鎖されている漫画ホスティングサイトIgnition-Oneのオーナー、ジョナサンは、「私がスキャンレーションコミュニティに参加した理由は、ひとえに、私が興味を持っていて、偶然にも他の誰も翻訳してない漫画を広めるためです」と述べた。また、人気や売上の不足によりある地域での公式出版が打ち切られた漫画作品がスキャンレーションされることはよく見られる。
その他、公式翻訳において内容が改変されたり、ライセンス取得の時点で特定のジャンルが避けられたりといった自主規制（実際に行われている場合も、ファンによる推測の場合もある）に対抗するためにスキャンレーショングループが結成されることもある。Caterpillar's Nestというスキャンレーショングループを主宰していた「Caterpillar」は、自身のグループが公開したエロティックなコンテンツについて「私がスキャンレーションを始めたのは、特定の漫画を読みたかったからで、それらが公式の英語翻訳を得る可能性は雪だるまが地獄で生き残る程度だと知っていたからです」と述べた。腐女子ファンダムでは、性描写を含むタイトルの商業出版は18歳以上の読者に制限されることがあり、また書店はBL作品の取扱いを拡大している一方でシュリンクラップや成人向けラベルの必要を主張している。アンドレア・ウッドは、10代のやおいファンがスキャンレーションを使って性表現を含むタイトルを探していると示唆した。
商業作品の質には一般に不満が持たれている。ローカライズもまた、スキャンレーションの支持者の間で一般に不満を集めている。商業出版では作品のタイトル、人名、言葉遊び、文化的な要素が、出版対象の読者に理解しやすいように変更されることが多い。商業出版でページを左右反転させる行為も、漫画ファンから批判を受けている。この変更の理由は、日本漫画が右から左に読んでいくのに対し、西洋ではコミックを左から右に読む習慣があるためである。しかし、この反転によって出版物が原典から変更された（ページ画像を反転しても翻訳された台詞は影響を受けないが、服や建物などの描き文字は反転するため混乱を招く）というファンの苦情が続出したことで、このような行為は大幅に減少した。
商業出版の価格と速度は、一部のファンにとって問題である。現地出版された漫画は配送料込みでも日本語版を輸入するより高くつくことがある。日本では週刊や月刊で連載されている作品でも、現地版は翻訳や編集に時間がかかるため刊行間隔がそれより長くなることが多い。
近年ではスキャンレーションに電子書籍リーダーが取り入れられ、Amazon Kindleなどのデバイスで読むことができるようになった。ほとんどのスキャンレーションは一連の画像として配布されるため、多くの電子書籍リーダーは追加のソフトウェアなしでスキャンレーションを読む機能を既に備えている。多くの漫画作品は、電子書籍リーダーと互換性のあるデジタル形式では販売されていないため、スキャンレーションをダウンロードするのが唯一の方法である。

## 法的措置
スキャンレーションは、自分の地域でリリースがライセンスされていない漫画を読むための唯一の方法としてファンに見なされることが多い。しかし、ベルヌ条約などの国際著作権法によれば、スキャンレーションは違法である。
ロンドン大学のリー・ヘギョンが2009年に日本の漫画出版社と行った調査によると、これらの出版社は一般的に、スキャンレーションを「海外の現象」と考えており、スキャンレーションに対する「協調行動」は行われていないと述べている。リーは、法的措置の欠如の一部について考えられる説明として、スキャンレーショングループは必ず著作物の原本を購入することや、著作物がライセンスされた場合はスキャンレーションを中止することを徹底していることを挙げている。
歴史的に、著作権者は同じ言語で作品がライセンスされるまでは、スキャンレーターに配布の中止を要求しなかった。そのため、スキャンレーターは自国で商業的にリリースされていない作品をスキャンレーションするのは比較的「安全」だと感じている。TOKYOPOPの元営業担当VPのスティーブ・クレックナーは、「率直に言って、私はそれを脅威ではなく、むしろ喜ばしいと思います......正直なところ、音楽業界がダウンロードやファイル共有を適切に利用していれば、ビジネスは食い荒らされることなく、拡大していたと私は信じています」と述べた。しかし、この見解は必ずしも業界内で共有されているわけではなく、一部の日本の出版社はスキャンレーショングループを法的措置で脅している。1990年代以降、出版社はさまざまなスキャンレーショングループやウェブサイトに差し止め要求の書簡を送付している。
漫画の人気が海外市場で着実に高まっているため、著作権者はスキャンレーターが自分たちの売上を侵害していると感じ、2010年には30社を超える日本の出版社からなるデジタルコミック協議会が複数のアメリカの出版社と共同して、違法なスキャンレーション、特にスキャンレーションアグリゲーターのウェブサイトと「戦う」ための協力体制を整えた。それらは、少なくとも30のウェブサイトに対して法的措置を取ると表明した。連合はある程度成功を収めている。2010年5月にGoogleが発表したアクセス数ランキングによると、インターネット全体で935位、アメリカでは300位にランクされたスキャンレーションアグリゲーターサイトのOneMangaは、出版社が表明した不快感を尊重して2010年7月に閉鎖を発表し、2010年8月までにすべての作品の公開を停止した。
一部では日本の週刊誌で出版される前の作品がスキャンレーションでリークされる例もある。2014年4月の時点で、日本政府は著作権法を改正して翻訳されたスキャンをより効果的に対象とすることを検討していた。スキャンレーションによる損失収益は、「中国の4大都市だけで年間5600億円に上る」と2014年に推定された。
2020年、韓国のウェブ漫画家ヘシン・ヨンが、ユーザーに違法にウェブ漫画をアップロードするのをやめるよう求めて、海賊版サイトを法的措置で脅した。2021年、レジンコミックスは、ウェブ漫画家のYDを含む何人かの漫画家から、スキャンレーションが作家に金銭的損失と意欲の喪失をもたらすという非難を受けた後、漫画の海賊版サイトに対する法的措置を講じるために法律事務所と協力していると述べた。さらに、韓国政府とインターポールは4月に3年間の共同捜査を開始し、海賊版および違法に翻訳された漫画、カートゥーン、小説の違法な流通に従事する個人を逮捕することを目指している。
通常、日本の漫画の翻訳版が日本国外で出版される際は、各国の倫理基準による判断をした上で日本の出版社と契約して発行されるが、何の配慮もなく日本国外に流出させた場合、深刻な事態を引き起こし、それが漫画の表現規制に繋がるおそれもあるという主張も存在し、ゆえに成年コミックなどの性描写を伴う物は危険であると告知する出版社もある。

## 評価
パトリック・マシアスはジャパンタイムズに、スキャンレーターと出版社の間には暗黙の合意があるようだと書いている。作品が英語版のライセンスを取得すると、英語圏のスキャンレーターは自主規制することが期待されている。ほとんどのグループは、スキャンレーションを合法性の「グレーゾーン」に踏み入る行為だと見なしている。現在は閉鎖されたスキャンレーション共有サイトIgnition-Oneのオーナーであるジョナサンは、スキャンレーショングループが何と言おうと、スキャンレーションは違法であることを認めた。しかし、MP3フォーマットの出現が音楽共有の時代をもたらして音楽業界に害を及ぼしたのとは対照的に、スキャンレーションは国内の出版社に漫画のライセンスを取得するよう促すはたらきがあったと彼は考えていた。
編集者でコラムニストのジェイク・T・フォーブスは、スキャンレーショングループの活動は決して「法的なグレーゾーン」ではなく、明白な著作権侵害であると批判した。彼はさらに、スキャンレーションが業界にプラスかマイナスか、害があったかを判断する権利と資格がなく、スキャンレーションコミュニティは「業界ではない」という単純な事実を強調して、コミュニティを批判した。彼は、現在のファンダムはBitTorrentやスキャンレーションの出現により、著作権のある作品への「無秩序な」アクセスを「当然のこと」と考えていると述べている。
漫画業界に深く関わっているフリーランスの編集者、ジェイソン・トンプソンは、漫画会社はスキャンレーションについて決して言及しないが、作品の人気やファン層の存在を測る手段としてスキャンレーションへの注目を高めていると述べた。デル・レイ・ブックス、TOKYOPOP、ビズメディアなどの一部のライセンス会社は、翻訳出版権を取得する漫画を決定する際の要因として、様々なスキャンレーションへの反応を利用してきた。TOKYOPOPの元営業担当VPのスティーブ・クレックナーは、「聞いたこともない本でも、2,000人のファンがそれを求めているなら、まあ、出かけて手に入れなければならない」と述べた。翻訳者のトーレン・スミスは、「スキャンレーションが否定的な影響を与えていることは、業界の多くの人と話をしてわかっている。ブレイク寸前だった多くの作品が、スキャンレーションのために合法的に出版されることはないだろう」と述べ、異なる見解を示している。
ジョアンナ・ドレイパー・カールソンは、スキャンレーションの読者の中には、お金を使いたくない人、移動手段や資金が限られている人、どのシリーズを追いかけるかを選り好みする人がいると言う。カールソンは、スキャンレーションの読者はスキャンレーションが違法であることを「気にしていない」と感じている。フォーブスは、新しい漫画に追いつくコストを「天文学的」と表現し、「ファンがあらゆる漫画を無料で読めることを期待するのは合理的ではないが、日本人の同類のファンが4分の1のコストで手に入れているようなコンテンツに追いつくために、読者が年間数百ドルから数千ドルを支払うことを期待するのも合理的ではない」と述べている。
フォーブスは、スキャンレーションコミュニティに対し、著作権法を侵害する代わりに、オリジナルで創造的なコンテンツを提供することにエネルギーを向けるよう促した。公式翻訳の質の低さに対するファンダムの批判については、それが議論として表れるべきだと述べた。スキャンレーションが文化の溝を埋める試みだという主張については、代わりに日本のブロガーの発言を翻訳してはどうかと述べた。最後にスキャンレーションコミュニティの名声を求める側面に言及して、他人の著作物の非公式翻訳に自分の名前を載せる代わりに、ファンアートを作ってみてはどうかと述べた。
コミコン2010のデジタル海賊行為に関するパネルディスカッションで、テックランドの漫画・音楽評論家であるダグラス・ウォルクは、海賊行為と戦おうとする試みの中で「最も熱心な顧客基盤を疎外する」ことで音楽業界が自らを「破壊」するのを見てきたと述べ、海賊版に対抗しようとする出版者連合の行動に懸念を表明した。同じくパネリストのフォーブスも同意見で、この直接的な報復に対して出版社を批判した。フォーブスは、消費者が個々のアイテムを選び取るのではなく、閲覧できる大量のコンテンツを求めていることに気づいていないと述べた。パネリストでAbout.comの漫画編集者であるデブ・アオキは、これこそがスキャンレーションアグリゲーターサイトが消費者に提供しているものだと述べた。フォーブスは、最近までスキャンレーションは問題ではなかったが、スキャンレーションをはるかに容易にアクセスできるようにし、広告収入で運営されているアグリゲーターサイトが登場し、アーティストやスキャンレーショングループは何も得ていないと強調した。

## 関連文献
- Donovan, Hope (2010), “Gift Versus Capitalist Economies”, in Levi, Antonia; McHarry, Mark; Pagliassotti, Dru, Boys' Love Manga: Essays on the Sexual Ambiguity and Cross-Cultural Fandom of the Genre, McFarland & Company, pp. 11–22, ISBN 978-0-7864-4195-2
- Inside Scanlation for history and interviews